# Iberduero
Iberduero (IBEX 35: IBE)  fue una empresa española, dedicada a la generación y distribución de energía eléctrica, fundada en Bilbao en 1944, como resultado de la fusión de Hidroeléctrica Ibérica y Saltos del Duero. Cotizada en la Bolsa de Madrid, fue una de las empresas españolas líderes en el sector de la electricidad, y en 1992 se fusionó, ejerciendo una OPA, con Hidroeléctrica Española para dar lugar a Iberdrola, una de las cinco compañías mundiales más importantes del sector.

## Fundación
El origen de Iberduero está en la sociedad Hidroeléctrica Ibérica, que fue fundada en Bilbao por el ingeniero Juan Urrutia Zulueta el 19 de julio de 1901 con capital aportado por el Banco de Vizcaya. Inicialmente, esta compañía se dedicó al aprovechamiento hidroeléctrico de diversos saltos que construyó en el norte de España, principalmente en la cuenca del Ebro. En 1944, Hidroeléctrica Ibérica absorbió Saltos del Duero, que había sido fundada en 1918 para explotar el aprovechamiento hidroeléctrico del río Duero en su tramo fronterizo con Portugal. La fusión se concretó el 30 de septiembre de 1944, dando lugar a Iberduero S.L.

## Expansión
En 1970, Iberduero, en conjunto con sus filiales, producía ya el 27% de la energía eléctrica consumida en España. Sus empresas subsidiarias eran Electra Aguera, Electra de Burgos, Electra de Extremadura, Electra Popular Vallisoletana, Electra de Salamanca, Electra de Soria, Electra de Logroño, Compañía Eléctrica del Urumea, Fuerzas Eléctricas de Navarra, El Irati, León Industrial, Vitoriana de Electricidad y Saltos del Sil. Además, formaba parte de Nuclenor (explotación de centrales nucleares) y Terminor (explotación de centrales térmicas), ambas compartidas al 50 % con Electra de Viesgo.

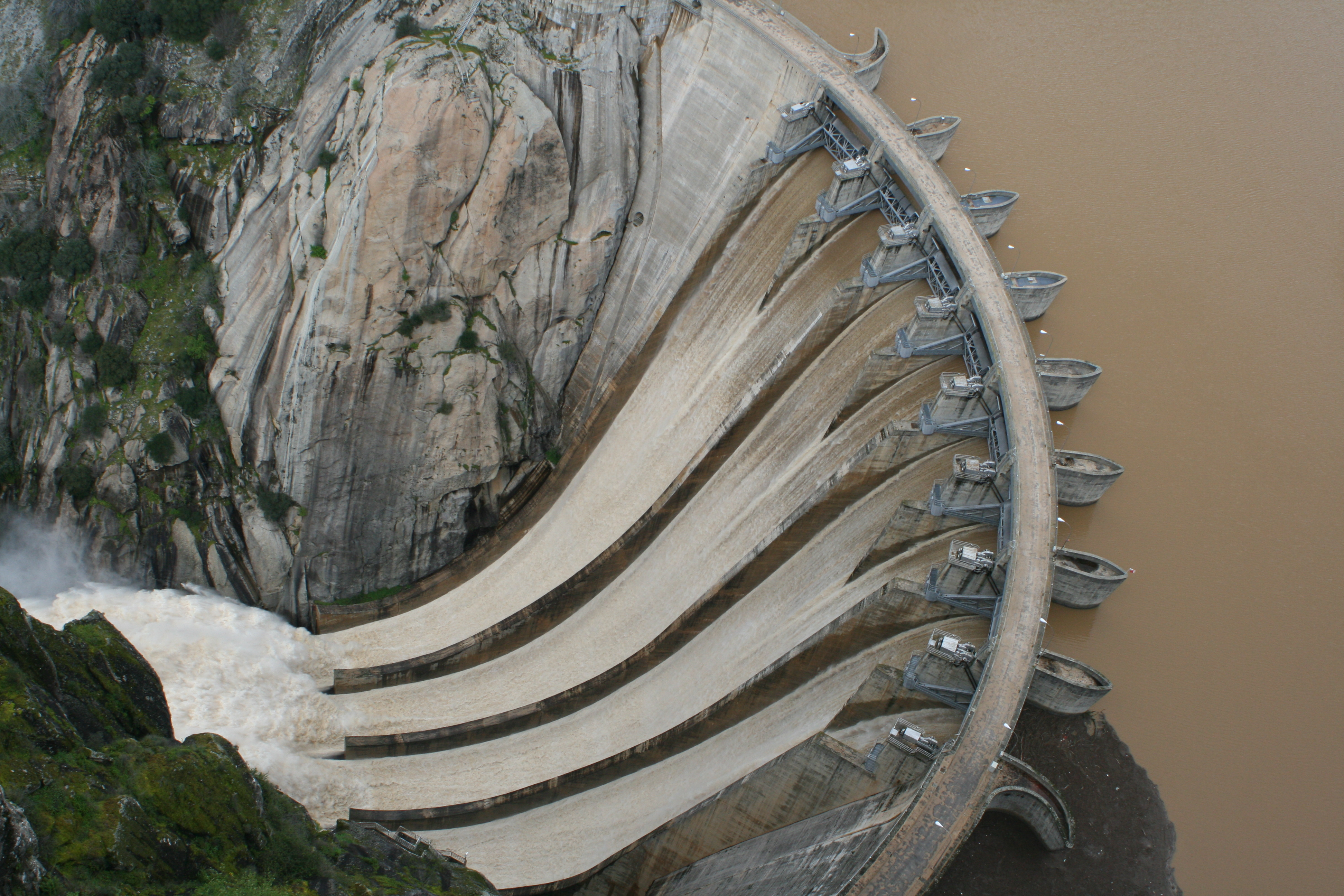
La Presa de Aldeadávila, la obra de ingeniería hidroeléctrica más importante de España a nivel de potencia instalada y producción de electricidad. El tramo en que se sitúa se conoce como los Arribes del Duero, una profunda depresión geográfica que establece la frontera entre España y Portugal.

Iberduero desarrolló un gran sistema hidroeléctrico, con más de 100 centrales, siendo especialmente importante el formado por
las centrales situadas en el Duero y sus afluentes, que incluía las presas de Aldeadávila, Saucelle, Almendra, Castro, Ricobayo y Villalcampo.
El programa termoeléctrico de Iberduero se inició en la década de 1960. En 1965 puso en marcha la ampliación de la central térmica de Burceña en Baracaldo, en 1968 la central térmica de Pasajes y en 1969 la central térmica de Santurce. Como parte de Terminor, puso en marcha la central térmica de Velilla en 1964, aunque en 1984 compró a Electra de Viesgo su parte y construyó un segundo grupo.
También participó en la generación de electricidad a partir de la energía nuclear. Para ello, se alió también al 50% con Electra de Viesgo en la creación en 1957 de Nuclenor, que llevó a cabo la construcción y puesta en marcha de la Central nuclear de Garoña en 1971. Iberduero acometió también la construcción de la Central nuclear de Lemóniz, que fue paralizada en 1982 al convertirse en objetivo de la organización terrorista ETA, que atentó contra sus instalaciones y asesinó a dos de sus ingenieros (José María Ryan y Ángel Pascual Múgica) y tres obreros. En 1985, se hizo con participaciones en solitario en la Central nuclear de Almaraz (53%) y en la Central nuclear de Trillo (51%).
Todas estas estructuras conllevaron frecuentes ampliaciones de capital por parte de la empresa, que cotizaba en la Bolsa de Madrid y en el IBEX 35. 
Por su parte, el número de abonados a la compañía pasó de 250 000 en el momento de su fundación a 1 400 000 en el año 1967. El máximo accionista de la sociedad desde su fundación ha sido el Banco de Vizcaya (Banco Bilbao Vizcaya desde 1988).

## Fusión

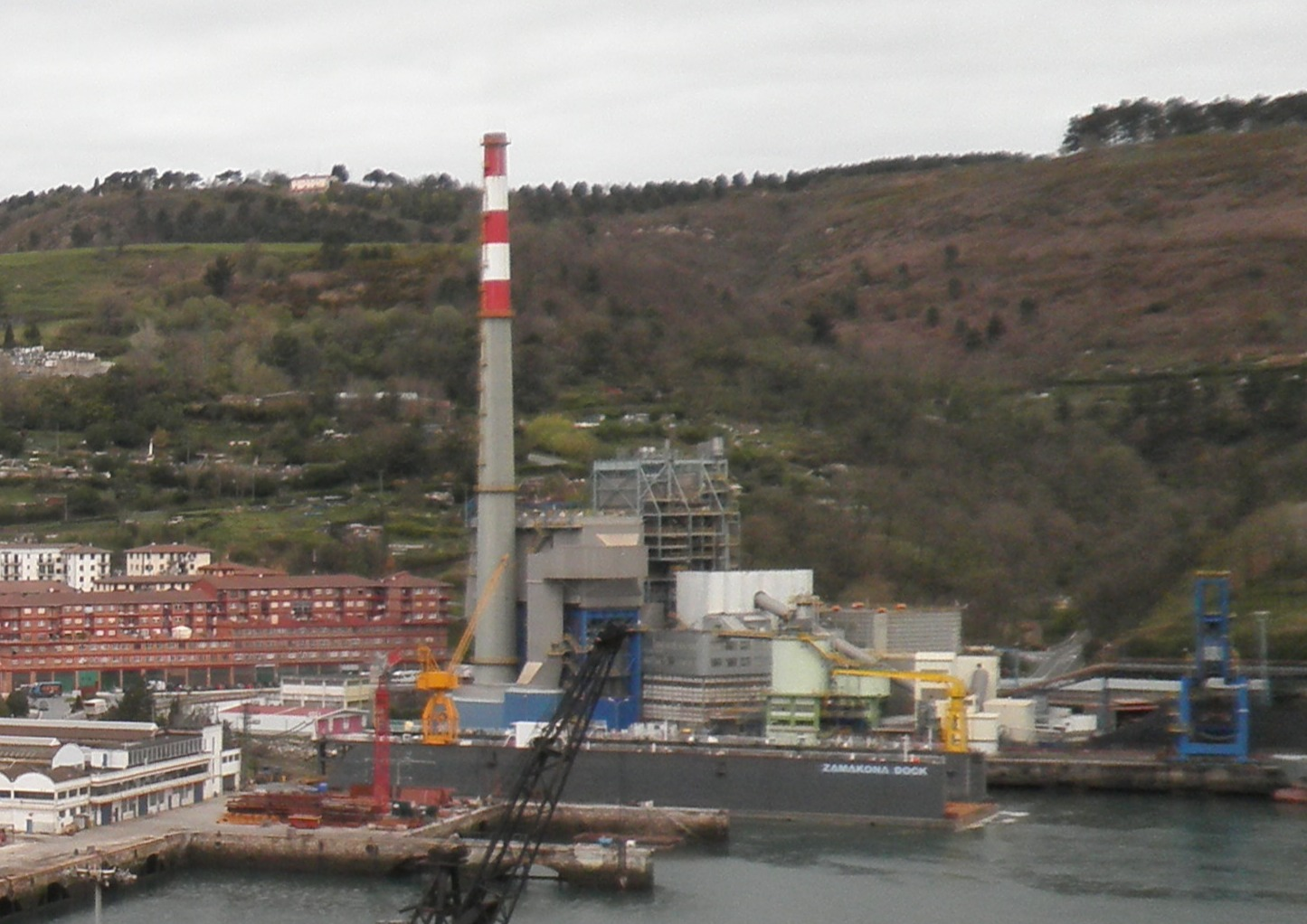
La Central térmica de Pasajes, una de las primeras instalaciones termoeléctricas de Iberduero, puesta en marcha en 1968 con un grupo de carbón de 223 MW.

A partir de 1990, Iberduero e Hidroeléctrica Española (Hidrola, una de sus principales competidoras) comenzaron las negociaciones encaminadas a una posible unión de sus intereses, buscando una alianza que equilibrase el mercado eléctrico, dominado en un 40% por Endesa, el mismo porcentaje que alcanzaría la fusión de ambas empresas. El acuerdo definitivo se alcanzó el 1 de mayo de 1991, y el sistema utilizado fue una OPA presentada por Iberduero para la integración de ambas sociedades. En el momento de la fusión, Hidrola disponía de 418 605 724 acciones, e Iberduero de 508 526 934; el acuerdo concretó que una acción de Iberduero tendría el mismo valor de una de la nueva empresa; mientras que 5 acciones de Hidrola equivaldrían a 4 de la misma más 250 pesetas.
El 12 de diciembre de 1992 se constituyó legalmente la empresa fruto de la fusión, que llevaría un nombre compuesto por los de las dos anteriores: Iberdrola. Este acto supuso también la absorción de las filiales de ambas sociedades: Eléctrica de Langreo, Electra de Logroño, Vitoriana de Electricidad, Fuerzas Eléctricas de Navarra, Compañía Eléctrica del Urumea, Centrales Térmicas del Norte (Terminor) y Edificaciones Iberoamericanas.

## Presidentes
- Pedro Careaga Basabe (1944-1977)
- Pedro de Areitio (1977-1981)
- Manuel Gómez de Pablo (1981-1992)